# Hans-Ueli Vogt

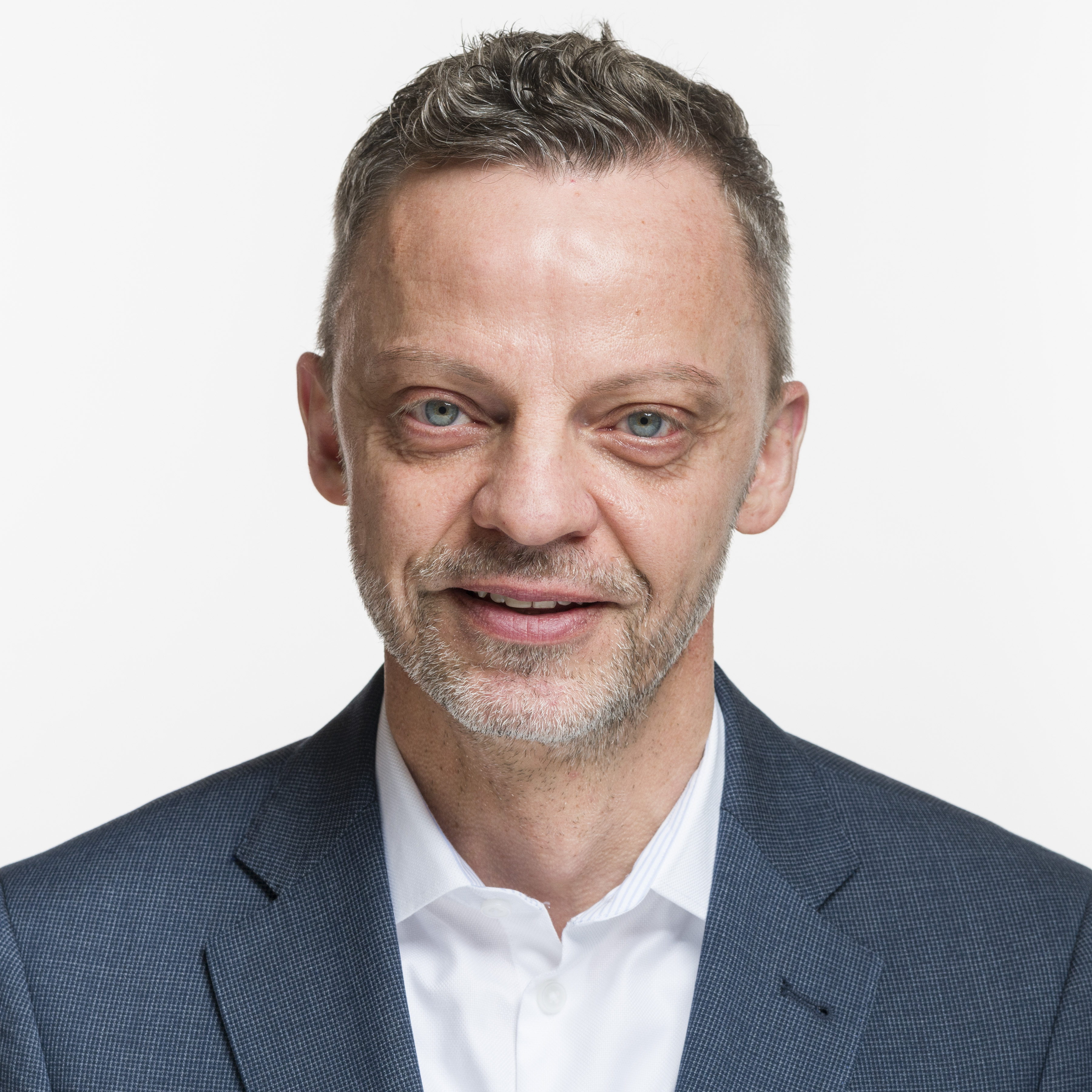
Hans-Ueli Vogt (2019)

Hans-Ueli Vogt (* 5. Dezember 1969 als Hans-Ulrich Vogt in Winterthur; heimatberechtigt in Wangen SZ) ist ein Schweizer Rechtswissenschafter, ordentlicher Professor für Privat- und Wirtschaftsrecht und Politiker (SVP).

## Beruf
Hans-Ueli Vogt ist in Illnau im Zürcher Oberland aufgewachsen und studierte an der Universität Zürich Rechtswissenschaft. Er belegte nach mehrjähriger Tätigkeit als Rechtsanwalt und wissenschaftlicher Assistent einen LL.M.-Studiengang an der New York University. 2001 promovierte er bei Peter Forstmoser mit einer Dissertation zum Thema Der öffentliche Glaube des Handelsregisters, welche mit dem Professor Walther Hug Preis ausgezeichnet wurde. 2003 erhielt er in Zürich eine Assistenzprofessur, drei Jahre später erfolgte die Berufung zum Extraordinarius für Handels-, Wirtschafts- und Immaterialgüterrecht, 2007 habilitierte er sich und ist seit 2013 ordentlicher Professor für Privat- und Wirtschaftsrecht. Er hat Forschungsaufenthalte am European University Institute in Florenz (als Jean Monnet Fellow), an der Harvard Law School, an der Tsinghua University in Peking und am King’s College in London absolviert. Bei der Anwaltskanzlei Homburger war er von 2009 bis 2013 Konsulent.
Vogt publiziert vorwiegend im Bereich des Gesellschaftsrechts. Er ist Mitherausgeber der Zeitschrift für Gesellschafts- und Kapitalmarktrecht (GesKR) sowie Herausgeber der Reihe njus.ch. Zudem ist er an den aktuellen Auflagen von Juristisches Arbeiten beteiligt, einer aus Oftingers Vom Handwerkszeug des Juristen und von seiner Schriftstellerei entstandenen Anleitung für Studenten.

## Politik
Vogt ist Mitglied der Schweizerischen Volkspartei (SVP). Er sass im Vorstand deren Sektion im Zürcher Stadtkreis 7, die er auch in der Kreisschulpflege vertrat. Im April 2011 wurde er – trotz Listenplatz 5 und der Kandidatur beider bisheriger Amtsinhaber – mit dem besten Resultat der SVP in seinem Wahlkreis in den Kantonsrat gewählt. Dem Kantonsrat gehörte er bis November 2015 an. Im Herbst 2015 kandidierte er für den Ständerat und für den Nationalrat. Während er im ersten Wahlgang der Ständeratswahl ein gutes Ergebnis erzielte, aber das absolute Mehr nicht erreichte, unterlag er im zweiten Wahlgang deutlich. Hingegen wurde er in den Nationalrat gewählt. Er gehörte der Kommission für Rechtsfragen an. Per Ende 2021 trat er zurück, Benjamin Fischer rückte für ihn nach. 
Im Oktober 2022 wurde Vogt von der SVP Zürich als Bundesratskandidat für die Nachfolge von Ueli Maurer ins Rennen geschickt. Am 18. November hat ihn die Bundeshausfraktion der SVP zusammen mit Albert Rösti auf ihren Wahlvorschlag an die Vereinigte Bundesversammlung aufgenommen; er obsiegte gegen Werner Salzmann knapp mit 26 zu 25 Stimmen. Am 7. Dezember 2022 wurde Favorit Albert Rösti im ersten Wahlgang in den Bundesrat gewählt.
Im November 2023 wurde er vom Bundesrat für die Amtsperiode vom 1. Januar 2024 bis am 31. Dezember 2027 in den Verwaltungsrat der SRG gewählt.

## Privates
Vogt lebt in Zürich. Er ist viersprachig und steht offen zu seiner Homosexualität.